# تيم أوليف
تيم أوليف هو سياسي كندي، ولد في 19 ديسمبر 1946 في لندن في المملكة المتحدة. حزبياً، نشط في جمعية المحافظين التقدمية لنوفا سكوشا.